# 원한의 여권
"원한의 여권"은 한국에서 제작된 이혁수 감독의 1975년 영화이다. 이강조 등이 주연으로 출연하였고 김인동 등이 제작에 참여하였다.

## 출연

### 주연
- 이강조

## 기타
- 원작자: 오광재